# Fleury (Moselle)
Pour les articles homonymes, voir Fleury.
Fleury est une commune française située dans le département de la Moselle, en Lorraine, dans la région administrative Grand Est.

## Géographie
Le village est situé en hauteur des rives de la Seille, sur un plateau boisé. La superficie de la commune est de 971 hectares.

### Hydrigraphie

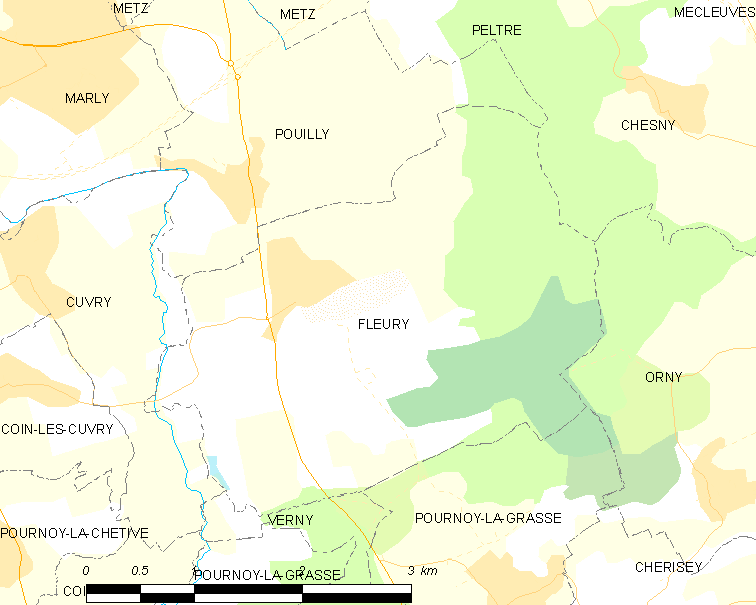
Carte de la commune.

| Pouilly |        | Chesny            |
| Cuvry   | Fleury | Orny              |
|         | Verny  | Pournoy-la-Grasse |

### Hydrographie
La commune est située dans le bassin versant du Rhin au sein du bassin Rhin-Meuse. Elle est drainée par la Seille, le ru des Paux et le ruisseau de Crepy.
La Seille, d'une longueur totale de 137,7 km, prend sa source dans la commune de Maizières-lès-Vic et se jette  dans la Moselle à Metz en limite avec Saint-Julien-lès-Metz, après avoir traversé 57 communes.

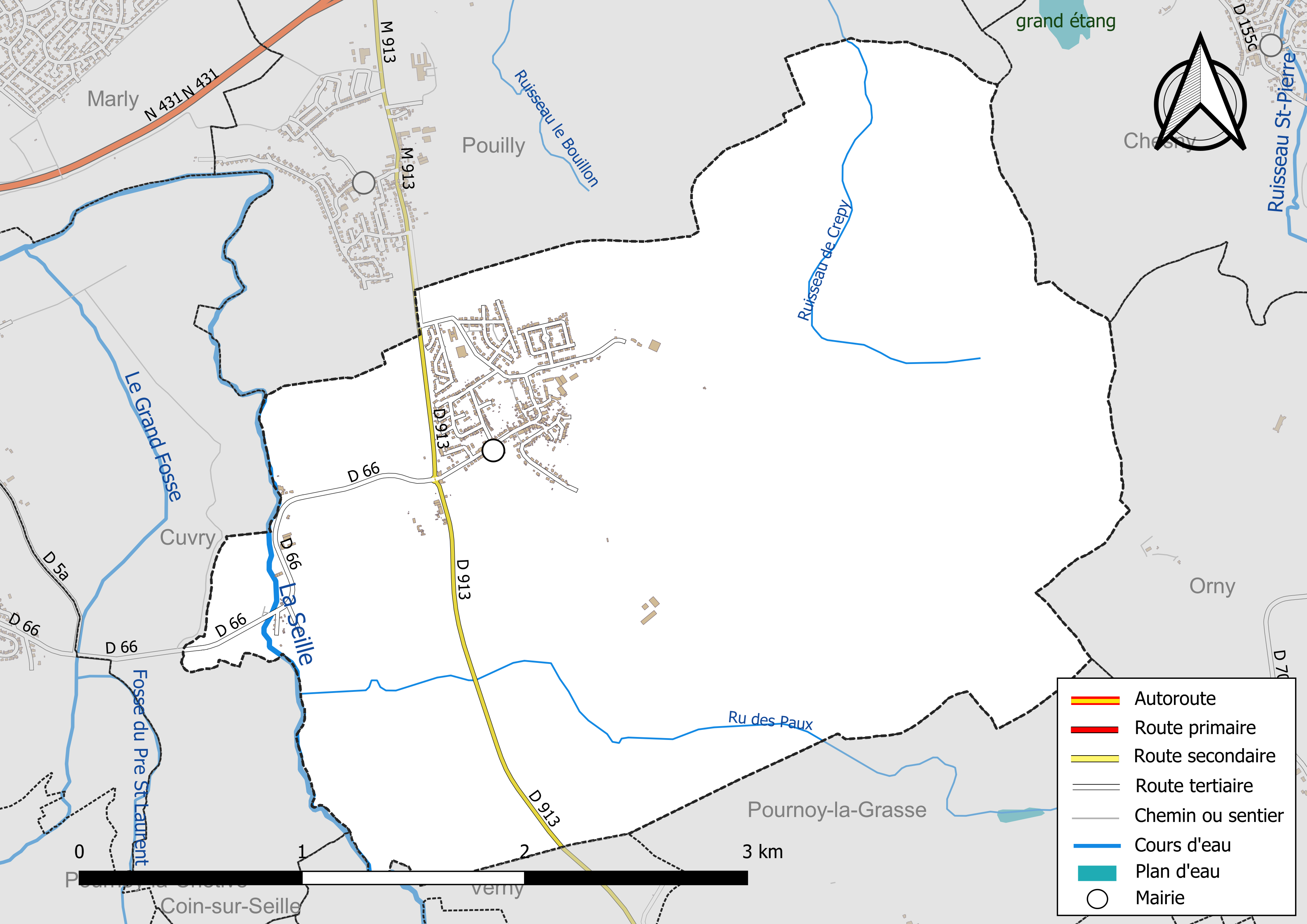
Réseaux hydrographique et routier de Fleury.

La qualité des eaux des principaux cours d’eau de la commune, notamment de la Seille, peut être consultée sur un site spécial géré par les agences de l’eau et l’Agence française pour la biodiversité.

### Climat
Pour des articles plus généraux, voir Climat du Grand Est et Climat de la Moselle.
En 2010, le climat de la commune est de type climat océanique dégradé des plaines du Centre et du Nord, selon une étude du Centre national de la recherche scientifique s'appuyant sur une série de données couvrant la période 1971-2000. En 2020, Météo-France publie une typologie des climats de la France métropolitaine dans laquelle la commune est exposée à un climat semi-continental et est dans la région climatique  Lorraine, plateau de Langres, Morvan, caractérisée par un hiver rude (1,5 °C), des vents modérés et des brouillards fréquents en automne et hiver. 
Pour la période 1971-2000, la température annuelle moyenne est de 9,7 °C, avec une amplitude thermique annuelle de 16,8 °C. Le cumul annuel moyen de précipitations est de 750 mm, avec 11,8 jours de précipitations en janvier et 9,4 jours en juillet. Pour la période 1991-2020, la température moyenne annuelle observée sur la station météorologique de Météo-France la plus proche, « Metz-Frescaty », sur la commune d'Augny à 6 km à vol d'oiseau, est de 11,1 °C et le cumul annuel moyen de précipitations est de 713,5 mm. 
La température maximale relevée sur cette station est de 39,7 °C, atteinte le 25 juillet 2019 ; la température minimale est de −23,2 °C, atteinte le 17 février 1956,,. 
Les paramètres climatiques de la commune ont été estimés pour le milieu du siècle (2041-2070) selon différents scénarios d'émission de gaz à effet de serre à partir des nouvelles projections climatiques de référence DRIAS-2020. Ils sont consultables sur un site spécial publié par Météo-France en novembre 2022.

## Urbanisme

### Typologie
Au 1er janvier 2024, Fleury est catégorisée ceinture urbaine, selon la nouvelle grille communale de densité à sept niveaux définie par l'Insee en 2022.
Elle est située hors unité urbaine. Par ailleurs la commune fait partie de l'aire d'attraction de Metz, dont elle est une commune de la couronne,. Cette aire, qui regroupe 245 communes, est catégorisée dans les aires de 200 000 à moins de 700 000 habitants,.

### Occupation des sols
L'occupation des sols de la commune, telle qu'elle ressort de la base de données européenne d’occupation biophysique des sols Corine Land Cover (CLC), est marquée par l'importance des territoires agricoles (57,6 % en 2018), en diminution par rapport à 1990 (59 %). La répartition détaillée en 2018 est la suivante : 
terres arables (38,5 %), forêts (32,6 %), prairies (19,2 %), zones urbanisées (5,2 %), milieux à végétation arbustive et/ou herbacée (4,5 %). L'évolution de l’occupation des sols de la commune et de ses infrastructures peut être observée sur les différentes représentations cartographiques du territoire : la carte de Cassini (XVIIIe siècle), la carte d'état-major (1820-1866) et les cartes ou photos aériennes de l'IGN pour la période actuelle (1950 à aujourd'hui).

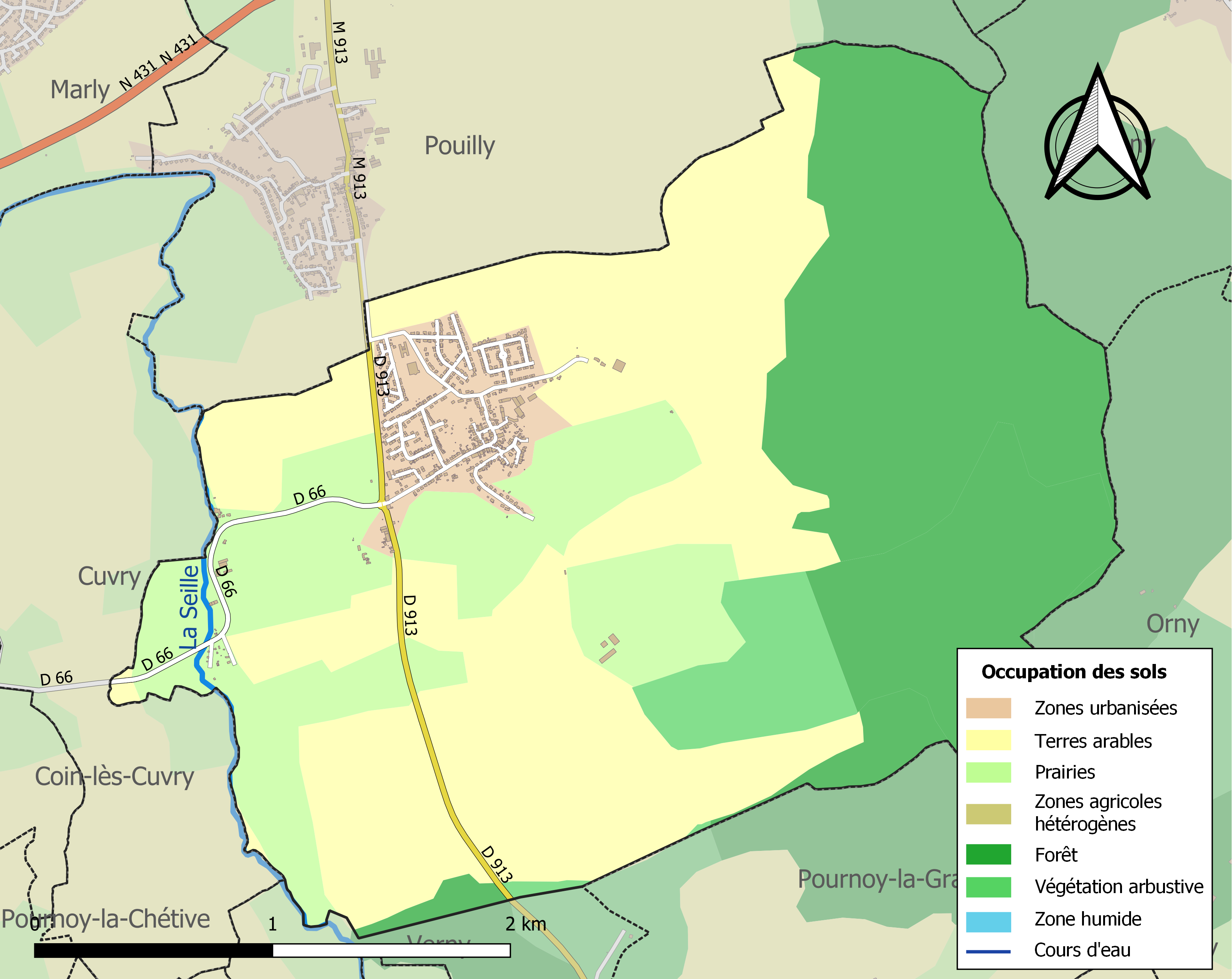
Carte des infrastructures et de l'occupation des sols de la commune en 2018 (CLC).

## Toponymie
Fleury trouve son origine dans le latin.
| Noms                                    | Dates |
| --------------------------------------- | ----- |
| Floriacum-Floria (propriété de Florius) | 706   |
| Floreiacum                              | 875   |
| Florey                                  | 962   |
| Flury                                   | 1144  |
| Fleury                                  | 1329  |
| Flurei, Flerei                          | 1395  |
| Flerey                                  | 1404  |
| Flery                                   | 1496  |
| Fleurey                                 | 1514  |
| Flairey, Flori                          | 1521  |
| Fleuri, Fieuri                          | 1544  |
| Fleury                                  | 1869  |
| Flöringen                               | 1871  |
| Fleury                                  | 1945  |

## Histoire
Village du Saulnois qui dépendait de la province des Trois-Évêchés, il fut détruit en 1352 par l'armée de Marie de Blois, régente de Lorraine. Domaine partagé en deux bans : celui de l'abbaye Sainte-Glossinde de Metz et celui de l'hôpital Saint-Nicolas de Metz.
En février 1490, René II, duc de Lorraine en guerre contre Metz fit établir son quartier général à Sainte-Ruffine, d’où il envoya des coureurs porter la destruction et des incendies dans les campagnes du pays messin : tous les villages depuis Pouilly et Verny jusqu'à Laquenexy en passant par Fleury furent brulés.
En septembre 1944, l'église est détruite par un bombardement américain qui visait un émetteur allemand situé dans le clocher. Elle sera reconstruite en 1962.
En 2013, le village est jumelé à Lussac-les-Églises.

## Politique et administration

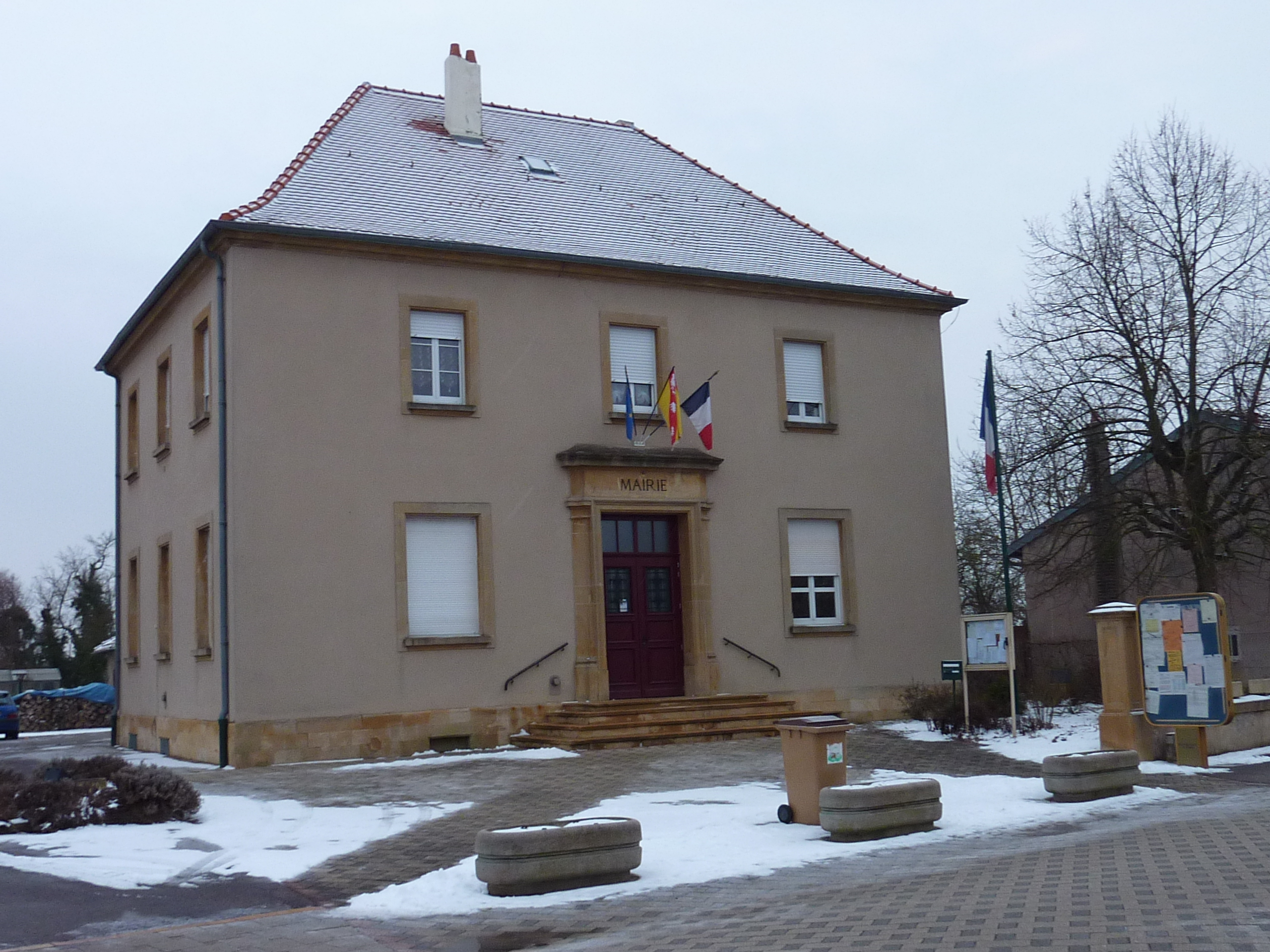
La mairie

De 1790 à 2015, Fleury est une commune de l’ancien canton de Verny.
| Période                                  | Période      | Identité              | Étiquette | Qualité                                         |
| ---------------------------------------- | ------------ | --------------------- | --------- | ----------------------------------------------- |
|                                          | 1907         | Auguste Piedmont      |           |                                                 |
| 1908                                     | 1933         | Paul Antoine          |           |                                                 |
| 1934                                     | 1945         | Auguste Lefevre       |           |                                                 |
| septembre 1945                           | octobre 1947 | Alphonse Glanois      |           |                                                 |
| octobre 1947                             | mars 1959    | Émile Bastien         |           |                                                 |
| mars 1959                                | juin 1995    | Lucien Albert         |           |                                                 |
| mars 1995                                | ,            | Jean-Paul Eckenfelder | SE        | Retraité Président de la Communauté de communes |
| mai 2020                                 | En cours     | Gilles Vavrille       |           |                                                 |
| Les données manquantes sont à compléter. |              |                       |           |                                                 |

## Démographie
L'évolution du nombre d'habitants est connue à travers les recensements de la population effectués dans la commune depuis 1793. Pour les communes de moins de 10 000 habitants, une enquête de recensement portant sur toute la population est réalisée tous les cinq ans, les populations de référence des années intermédiaires étant quant à elles estimées par interpolation ou extrapolation. Pour la commune, le premier recensement exhaustif entrant dans le cadre du nouveau dispositif a été réalisé en 2006.

En 2022, la commune comptait 1 284 habitants, en évolution de +8,91 % par rapport à 2016 (Moselle : +0,52 %, France hors Mayotte : +2,11 %).
| 1793 | 1800 | 1806 | 1821 | 1836 | 1841 | 1861 | 1866 | 1871 |
| ---- | ---- | ---- | ---- | ---- | ---- | ---- | ---- | ---- |
| 331  | 345  | 361  | 398  | 356  | 382  | 458  | 450  | 409  |

| 1875 | 1880 | 1885 | 1890 | 1895 | 1900 | 1905 | 1910 | 1921 |
| ---- | ---- | ---- | ---- | ---- | ---- | ---- | ---- | ---- |
| 371  | 367  | 365  | 354  | 362  | 352  | 371  | 368  | 312  |

| 1926 | 1931 | 1936 | 1946 | 1954 | 1962 | 1968 | 1975 | 1982 |
| ---- | ---- | ---- | ---- | ---- | ---- | ---- | ---- | ---- |
| 334  | 341  | 312  | 300  | 317  | 355  | 459  | 750  | 902  |

| 1990 | 1999  | 2006  | 2011  | 2016  | 2021  | 2022  | - | - |
| ---- | ----- | ----- | ----- | ----- | ----- | ----- | - | - |
| 926  | 1 132 | 1 061 | 1 029 | 1 179 | 1 286 | 1 284 | - | - |

## Économie
Polyculture, céréales, vignes et élevage de bovins.

## Jumelage
- Lussac-les-Églises depuis 2013.

## Culture locale et patrimoine

### Lieux et monuments

#### Édifices civils
- Passage d'une voie romaine.
- Vestiges gallo-romains : fragments de stèles.
- Ferme ancienne, reconstruite au XVIIIe siècle : trois puits, une fontaine, tour-porche avec niche et statue du XIVe siècle.
- Traces du châtelet Saint-Nicolas.
- Moulin de Fleury sur la Seille.

#### Édifice religieux

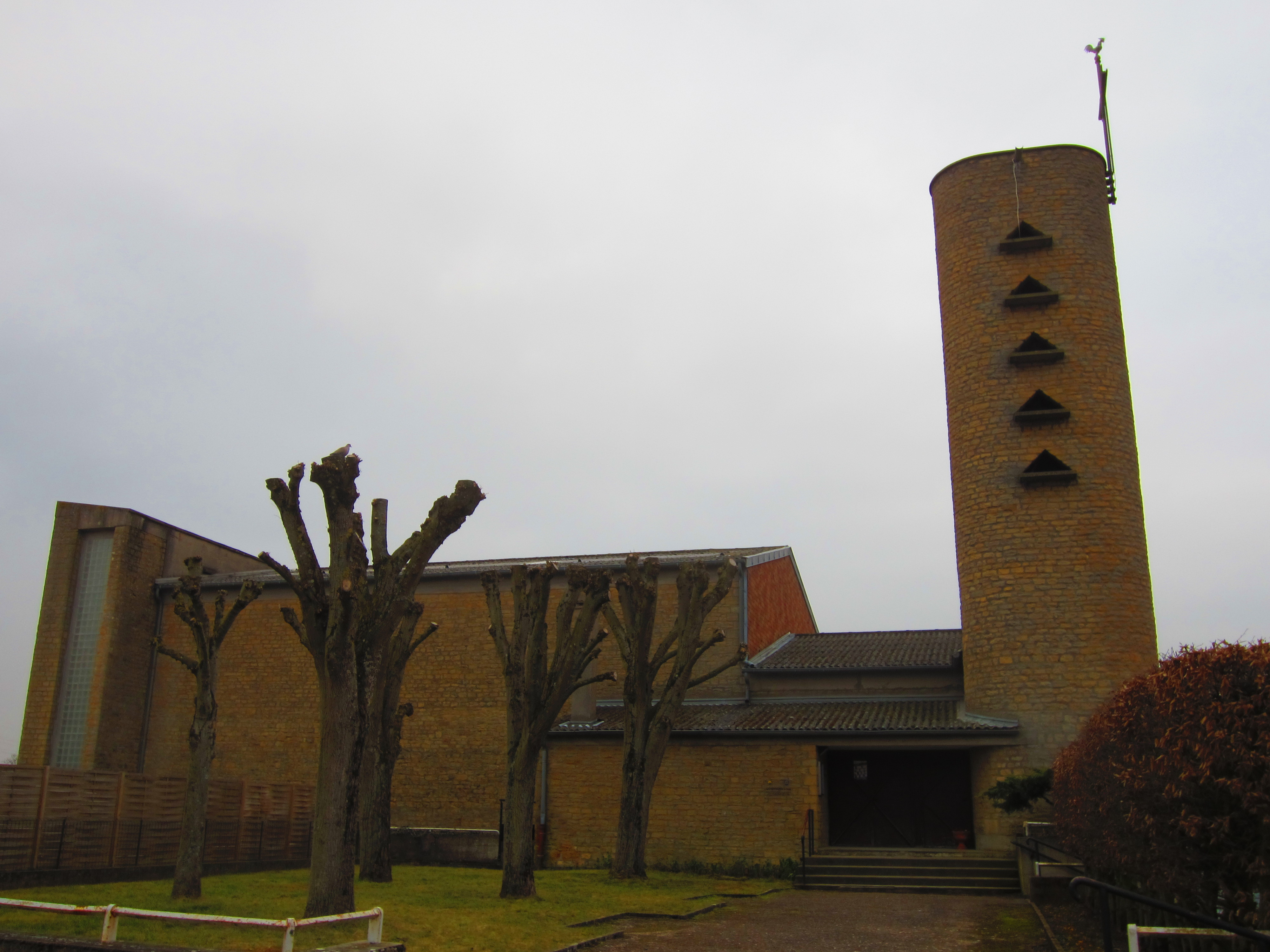
Église Notre-Dame-de-la-Nativité.

- Église Notre-Dame-de-la-Nativité de 1767, détruite en 1944 ; nouvelle église construite en 1962 par Georges-Henri Pingusson. Les briques de verre de l’église ont été remplacées en 2009[19]. L'édifice est inscrit au titre des monuments historiques par arrêté du 23 novembre 2006[20].

### Héraldique
| Blason de Fleury | Blason  | D'or à la fleur de lis d'azur, à la bordure du même. |
| Blason de Fleury | Détails | Le statut officiel du blason reste à déterminer.     |